# The Johanssons
The Johanssons er en musikgruppe bestående af Mattias Johansson og Marcus Johansson. The Johanssons vandt De Unges Melodi Grand Prix og kom på andenpladsen i MGP Nordic 2008 med sangen "En for alle, alle for en".
Siden har de udgivet en cd sammen med Sandra Monique, andenpladsindehaveren fra det danske MGP 2008, som hedder De to vindere. De to har i den forbindelse været på Danmarksturne.